# Phlugis rapax
Phlugis rapax är en insektsart som beskrevs av Jin, Xingbao 1993. Phlugis rapax ingår i släktet Phlugis och familjen vårtbitare. Inga underarter finns listade i Catalogue of Life.